# 297409 Mållgan
297409 Mållgan è un asteroide della fascia principale. Scoperto nel 2000, presenta un'orbita caratterizzata da un semiasse maggiore pari a 2,3941663 UA e da un'eccentricità di 0,2475345, inclinata di 1,17270° rispetto all'eclittica.
L'asteroide era stato inizialmente battezzato 297409 Honthyhanna per poi essere corretto nella denominazione attuale. L'eponimo venne poi attribuito all'asteroide 233893 Honthyhanna.
Inoltre l'eponimo Mållgan era stato inizialmente assegnato a 274810 Fedáksári che ricevette poi l'attuale denominazione.
L'asteroide è dedicato all'omonimo amico immaginario di Alfons Åberg, il protagonista di una serie di racconti per bambini dell'autrice svedese Gunilla Bergström.